# 葛墨林
葛墨林（1938年12月5日—），生于北京，中国理论物理学家。

## 生平
1938年生于北京。1961年毕业于兰州大学物理系，师从段一士教授，1965年该校研究生毕业。2003年当选为中国科学院院士。南开大学、北京理工大学教授。